# 阿尼正傳
阿尼正傳（也叫: 实验小达人强尼, Johnny Test）是美國-加拿大的電視動畫。它於2005年9月17日在Kids' WB上首播，並繼續播出該系列的第二季和第三季。該系列的之後部分於2008年1月7日開始在美國和國際上在卡通頻道播出。